# Cercles de pierres de Wassu
Les cercles de pierres de Wassu sont un ensemble de cromlechs et de tumulus de Gambie.

## Description
Le site mégalithique est situé près de la localité de Wassu, dans le district de Niani, Central River. Il compte 11 cromlechs, chacun composé de piliers de latérite taillée d'environ 2 m de haut et pesant 7 t,, le plus grand mesurant 2,59 m de haut. La zone couvre 1,63 ha. Les cromlechs, contenant chacun une dizaine de piliers et mesurant de 4 à 6 m de diamètre, sont agencés en deux rangées, l'une de 4 cromlechs, l'autre de 7. Le site comporte également un alignement.
Les mégalithes surmontent des tombes.
Une carrière de latérite est située à environ 200 m à l'est.

## Historique
Le site date d'entre le IIIe siècle av. J.-C. et le XVIe siècle.
En 2006, le site est inscrit sur la liste du patrimoine mondial comme partie des cercles mégalithiques de Sénégambie, avec les cercles de pierres de Kerbatch (Gambie), Sine Ngayène et Wanar (Sénégal).